# Karlskrona–Gdynia
Karlskrona–Gdynia är en bilfärjelinje mellan Karlskrona i Sverige och Gdynia i Polen. Linjen trafikeras av Stena Line. Det finns mellan två och tre avgångar per dag med en restid på 10 timmar och 30 minuter. Vissa avgångar tar dock upp till 12 timmar. Färjorna som trafikerar linjen är M/S Stena Vision, M/S Stena Spirit och M/S Stena Baltica. M/S Stena Baltica fungerar i huvudsak som fraktfartyg medan de andra är mer passagerarvänliga och fungerar som kryssningsfartyg. Vision och Spirit ersatte under hösten 2010 och våren 2011 de tidigare fartygen M/S Finnarrow och M/S Stena Baltica. De gick fram till dess mellan Göteborg, Sverige till Kiel, Tyskland under namnen Stena Germanica (Vision) och Stena Scandinavica (Spirit).
Hamnen i Karlskrona ligger fyra kilometer öster om centrum, i stadsdelen Verkö. Hamnen i Gdynia ligger cirka två kilometer norr om stadens centrum.